# Пах, Янош
Янош Пах — венгерский математик и специалист по информатике, комбинаторике, комбинаторной и вычислительной геометрии.

## Биография
Отец, Жигмонд Пал Пах (1919—2001) — известным историк; мать Клара (урожденная Шош, 1925—2020) преподавала математику в университете.
Тётя по материнской линии Вера Шош и её муж Пал Туран очень известные венгерские математики.
В 1983 году Паш получил степень кандидата наук в Венгерской академии наук;
его научным руководителем был Миклош Симонович.
С 1977 года он работал в Математическом институте имени Альфреда Реньи Венгерской академии наук.
Работал профессором-исследователем в Институте математических наук Куранта при Нью-Йоркском университете (с 1986 года),
был заслуженным профессором информатики в Городском колледже Нью-Йорка (1992—2011)
и профессором Нейлсона в колледже Смита (2008—2009).
С 2008 по 2019 год — профессор кафедры комбинаторной геометрии в Федеральной политехнической школе Лозанны.
Организатор Международного симпозиума по визуализации графов в 2004 году и симпозиума по вычислительной геометрии в 2015 году.
Является соредактором журнала Discrete and Computational Geometry и входит в редколлегии нескольких других журналов, включая Combinatorica, SIAM Journal по дискретной математике, вычислительной геометрии, графам и комбинаторике, Центрально-Европейский математический журнал и Московский журнал комбинаторики и теории чисел.

## Вклад
- В 1981 году решил проблему Улама, показав, что 
универсального плоского графа не существует.[12]

- В начале 90-х годов[13] вместе с Михаилом Перлесом начал систематическое изучение экстремальных задач на топологических и геометрических графах.

## Признание
- Приглашенный докладчик на сессии по комбинаторике Международного конгресса математиков в Сеуле в 2014 году.[14]

- Пленарный докладчик на Европейском математическом конгрессе (Порторож) в 2021 году.[15]

- Медаль Грюнвальда Математического общества Яноша Больяи (1982),

- Премия Лестера Р. Форда от Математической ассоциации Америки (1990)

- Премия Альфреда Реньи от Венгерской академии наук (1992).[16][17][18]

- В 2005 году — преподаватель Эрдёша в Еврейском университете Иерусалима.

- В 2011 году включен в список стипендиатов Ассоциации вычислительной техники за свои исследования в области вычислительной геометрии.[19]

- В 2014 году избран членом Европейской академии наук[[18],

- В 2015 году избран членом Американского математического общества "за вклад в дискретную и комбинаторную геометрию, выпуклость и комбинаторику".[20]

- В 2022 году избран членом-корреспондентом Венгерской академии наук.[21]